# Telšiai landskommun
Telšių rajono savivaldybė är en kommun i Litauen.   Den ligger i länet Telšiai län, i den nordvästra delen av landet, 240 km nordväst om huvudstaden Vilnius. Antalet invånare är 44 633. Arean är 1 439 kvadratkilometer.
Terrängen i Telšių rajono savivaldybė är platt.
Följande samhällen finns i Telšių rajono savivaldybė:
- Telšiai
- Janapolė